# Метапсихологија
Метапсихологија је спекулативно учење о основним принципима психичких збивања и крајњој природи психичког, о ономе што се не може дознати емпиријским путем.
Метапсихолошко друштво је постојало и у Београду пре Другог светског рата, састајали су се у Ранкеовој 9.